# Krioszféra

A Föld krioszférájának térképe

A krioszféra (cryosphere) a Földön található nagy tömegű hó és jégtakaró: a jégmezők, a kontinenseken található hótakaró, a gleccserek, a tengeri jég és a kontinensek peremén kialakuló jégtakaró. A krioszféra a globális klímarendszer szerves része, fontos a nagy fényvisszaverő és alacsony hővezető képessége.

## Más égitesteknél
Míg a földi krioszféra a bolygó teljes térfogatának csak rendkívül kis hányadát teszi ki, ez az arány lényegesen nagyobb a külső Naprendszer szilárd objektumainál.